# Ekstrinzično verovanje
Ekstrinzično verovanje je, ko je nekdo pripadnik določene vere zaradi pritiskov ali prisil drugih, ali ker se s tem, ko veruje, počuti bolj povezanega z določeno skupnostjo, čuti pripadnost. Torej načeloma vere ne ponotranji .